# جری (فیلم)
جری (به انگلیسی: Gerry) فیلمی به کارگردانی گاس ون سنت محصول سال ۲۰۰۲ آمریکا است. این فیلم به عنوان نخستین قسمت از سه‌گانهٔ مرگ ون سنت پیش از فیل و آخرین روزها معرفی شده است. این فیلم در جشنواره فیلم ساندنس برای اولین بار به نمایش درآمد و واکنش‌های متفاوتی را در پی داشت.

## داستان
فیلم در مورد دو شخصیت به نام جری است. این دو دوست بدون آب و غذا آنقدر در صحرا پرسه می‌زنند تا اینکه یکی از آنها، از پای دربیاید.

## فرایند تولید
فیلم جری بدون این که شرکت سازنده، بازیگران و نام فیلم تعیین شده باشد، کلید خورد. این فیلم با دارا بودن ۱۰۰ نما در زمانی حدود ۱۰۰ دقیقه ساخته شده است.

## دیدگاه منتقدان
جری از سوی منتقدان فیلم در فرانسه و نیز برنامه تلویزیونی ۲۴ به‌عنوان یکی از ده فیلم برتر سال ۲۰۰۲ شناخته شد.

## جایزه‌ها
- برنده جایزه انجمن منتقدان فیلم نیویورک برای بهترین فیلم‌برداری (۲۰۰۳)
- برنده جایزه ویژه هیئت داوران در جشنواره فیلم تورنتو (۲۰۰۲)[۳]